# Марданлы, Сейфаддин Гашимович
Сейфаддин Гашимович Марданлы (род. 1 июня 1955, Нахичевань) — доктор медицинских наук, президент АО «Эколаб».

## Биография
Окончил Азербайджанский государственный медицинский институт им. Н. Нариманова в 1978 году. До 1981 года работал в медицинских учреждениях Азербайджанской ССР. В 1981 году поступил в аспирантуру НИИ ордена Трудового Красного Знамени эпидемиологии и микробиологии им. Н. Ф. Гамалея в Москве. В 1984 году успешно защитил диссертацию на соискание ученой степени кандидата медицинских наук. В 1985 году переехал в г. Электрогорск Московской области, стал работать на предприятии при ЦНИИВС им. И. И. Мечникова, позже преобразованное в предприятие «Антиген». Прошел на этом предприятии путь от микробиолога до начальника цеха производства иммуноферментных тест-систем.
В 1991 году С. Г. Марданлы совместно с единомышленниками организовал собственную фирму «ЭКОлаб», который входит в рейтинг 75 крупнейших производителей лекарственных средств России по производству и реализации диагностических препаратов. С 1994 года по настоящее время является её президентом.
В структуру предприятия «ЭКОлаб» входят производства диагностических препаратов и готовых лекарственных средств, отдел обеспечения качества, отдел биолого-технического контроля, научно-исследовательские лаборатории. Предприятие обладает собственной дистрибьюторской сетью. На базе АО «ЭКОлаб» сформированы и осуществляют свою деятельность дочерние дистрибьюторские компании: ООО «ЭКОлаб-М», ЗАО «НПО ЭКОлаб-Диагностика», "ЭКОлаб-ЦФО", "Эколаб-KZ". Успешно функционирует свой собственный диагностический центр «El’Clinic».
Помимо России, продукция поставляется в страны СНГ — в Беларусь, Азербайджан, Кыргызстан, Узбекистан, Таджикистан, Казахстан, Молдову и Армению. Так же АО «ЭКОлаб» тесно сотрудничает с ведущими научно-исследовательскими институтами России и производителями аналогичной продукции из Германии, Испании, Великобритании и Франции, что позволяет постоянно совершенствовать качество продукции и расширять её ассортимент.
В настоящее время «ЭКОлаб» — крупное современное промышленное предприятие, выпускающее около 400 наименований продукции. По итогам рейтингов АО «Эколаб» вошло в десятку самых крупных предприятий медицинской промышленности.
К заслугам Сейфаддина Гашимовича Марданлы следует также отнести организацию при ЗАО "ЭКОлаб" в 2006 году "Диагностического Центра", который в настоящее время оказывает населению г. Электрогорск и близлежащим населенным пунктам широкий спектр медицинских услуг - более 900 видов лабораторных клинических анализов, осуществляется поликлинический прием по 17 врачебным специальностями.

## Научная деятельность
С 2014 года Сейфаддин Гашимович Марданлы занимает должность  профессора кафедры фармакологии и фармацевтических дисциплин в Государственном Гуманитарно - Технологическом Университете. Преподает такие дисциплины, как "Микробиология", "Медицинское и фармацевтическое товароведение", "Профилактика наркомании и СПИДа".
Марданлы Сейфаддин Гашимович является автором более 220 научных статей и публикаций, методических пособий, имеет 12 патентов, а так же учебных  монографий  "Расплодотворение", "Введение в галенику" (2016),  "Герпесвирусные инфекции"(2017), "Экологическая лаборатория", "Вода+Алкоголь", "Лабораторная диагностика сифилиса", "Производство наборов реагентов для клинической лабораторной диагностики иммунохимическими методами" (2017), "Инфекции TОRCH-группы: Клиническая лабораторная диагностика, эпидемиологический  надзор и контроль" (2018), "Некоторые  аспекты "Фито" и "Апи" терапии" (2018), "Содержание и использование животных-продуцентов биологического сырья" (2019), "Герпесвирусные инфекции: этиология и патогенез, клиника и лабораторная диагностика, эпидемиология и профилактика" (2020), "Медицинское и фармацевтическое товароведение" (2019), "Марданлы Сейфаддин Гашим оглы 65+" (2020) .
20 мая 2016 года на заседании диссертационного совета Д.208.114.01 в ФБУН Центральном НИИ эпидемиологии Роспоспотребнадзора Сейфаддин Гашимович успешно защитил диссертацию на соискание ученой степени доктора медицинских наук на тему "Эпидемиологический надзор за инфекциями TORCH-группы на основе современных технологий лабораторной диагностики" (14.02.02 - Эпидемиология, 14.03.10 - Клиническая лабораторная диагностика)
В 2019 г. введен в члены Диссертационного совета  64.1.002.01. ФБУН "Государственный научный центр прикладной микробиологии и биотехнологии" Роспотребнадзора"- по защите диссертаций, которому разрешено проводить защиты диссертаций на соискание ученой степени доктора и кандидата наук по специальностям: 1.5.6. Биотехнология (биологические науки), 1.5.11. Микробиология (биологические науки).
С 2020 года является профессором кафедры Эпидемиологии ДПО ФГАОУ ВО Первого МГМУ им.И.М.Сеченова Минздрава России.
Приказом Министерства науки и высшего образования РФ № 1329/нк-1 от 22.06.2023г. Сейфаддину Гашимовичу присвоено ученое звание профессора по специальности "Микробиология".
Сейфаддин Гашимович на протяжении всей своей жизни умело совмещает руководство крупнейшим в России предприятием по производством наборов для диагностики различной этиологии и научную, а так же просветительскую деятельность.

## Награды и премии
- Медаль «В память 850-летия Москвы» (1998)
- почетное звание "Заслуженный работник здравоохранения Московской области" (2001)
- знак «Отличнику здравоохранения» (2003)
- Высшая награда Международного межакадемического союза общественных организаций в поддержке науки и содействию подготовки научных кадров "Звезда Вернадского" II степени (2005)
- премия им. И.Н. Блохиной за работы в области медицинской биотехнологии (2005)
- звание «Заслуженный работник здравоохранения Российской Федерации» (2008).